# توینان
طوینان، روستایی از توابع بخش طارم سفلی شهرستان قزوین در استان قزوین ایران است.

## جمعیت
این روستا در دهستان کوهگیر قرار دارد و براساس سرشماری مرکز آمار ایران در سال ۱۳۸۵، جمعیت آن ۲۰۰ نفر (۵۲خانوار) بوده‌است. مردم این روستا از ایل افشار هستند و به زبان ترکی آذربایجانی صحبت میکنند.